# ريدهي دوجرا
ريدهي دوجرا (22 سبتمبر 1984-)، ممثلة هندية، اشتهرت بأدوارها المتنوعة في العديد من المسلسلات التلفزيونية وبرامج الواقع. اكتسبت شهرة بسبب أدائها لشخصية نيشا جندال في فيلم «ووه أبنا سا»، ونصرت في فيلم «أسور»، وأستا في فيلم «المرأة المتزوجة»، وبريا في فيلم «ماريادا: ليكين كاب تاك؟». علاوة على ذلك، برزت موهبتها حين شاركت في مسابقة الرقص «Nach Baliye 6» وبرنامج «فيير فاكتور: خاترون كي خيلادي 6».

## حياتها
ولد دوجرا في 22 سبتمبر 1984 في دلهي. التحقت بمدرسة (أبيجاي الشيخ ساراي) في نيودلهي وتخرجت تحمل شهادة في علم النفس (مع مرتبة الشرف) من كلية كامالا نهرو [الإنجليزية] .

## وصلات خارجية
- ريدهي دوجرا على موقع IMDb (الإنجليزية)
- ريدهي دوجرا على موقع قاعدة بيانات الأفلام العربية
- ريدهي دوجرا على موقع قاعدة بيانات الفيلم (الإنجليزية)